# Zerzabelshofer Forst

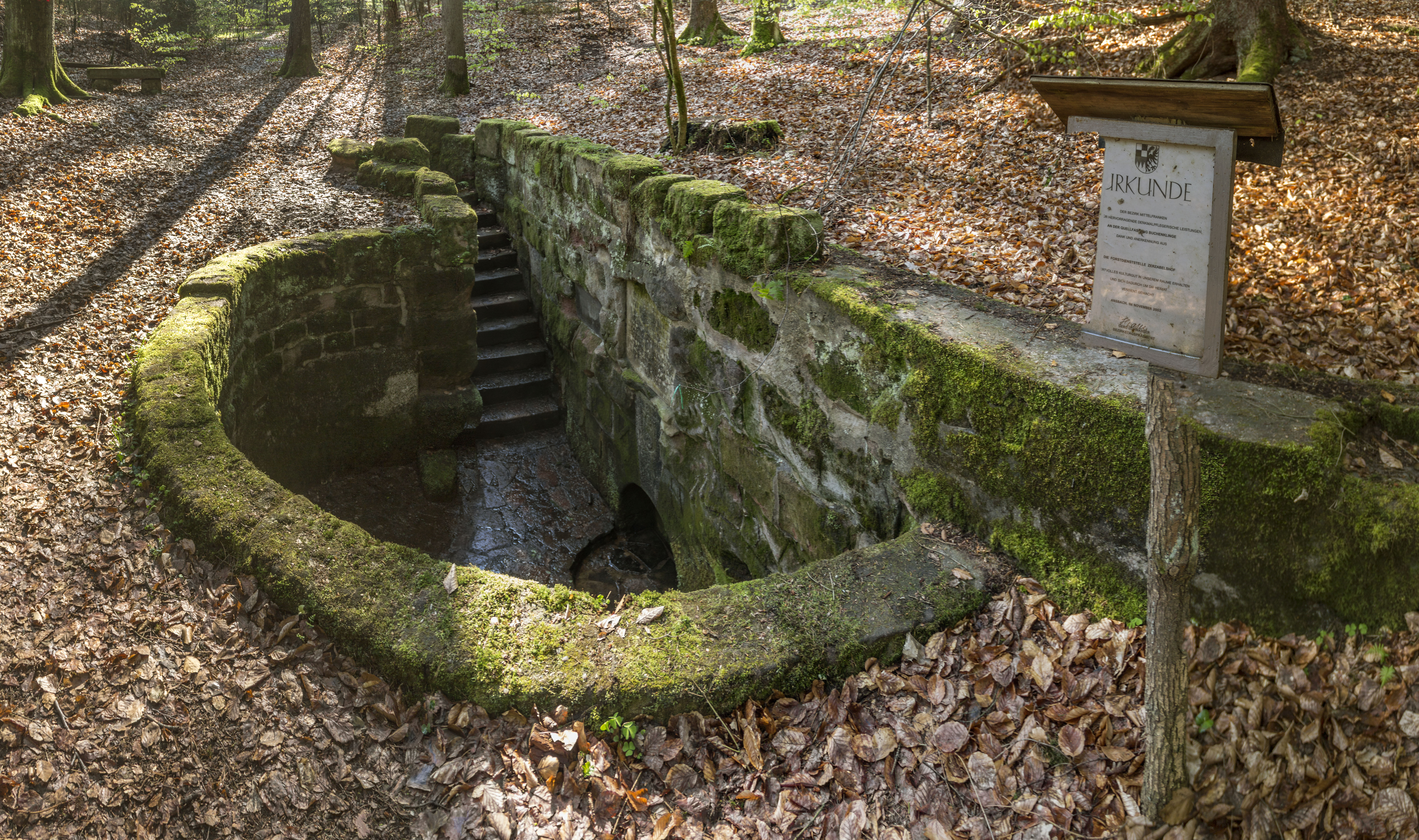
Die in Stein gefasste Quelle Buchenklinge

Zerzabelshofer Forst ist ein gemeindefreies Gebiet und eine Gemarkung im mittelfränkischen Landkreis Nürnberger Land.
Die Fläche vom gemeindefreien Gebiet beträgt 6,554 km² und ist mit der Fläche der Gemarkung deckungsgleich. Die Gemarkung ist in 43 Flurstücke aufgeteilt, die eine durchschnittliche Flurstücksfläche von 152408,95 m² haben.

## Lage
Der Staatsforst ist der südlich der Nürnberger Stadtteile Mögeldorf und Laufamholz und östlich des Nürnberger Stadtteils Zerzabelshof gelegene Teil des Lorenzer Reichswaldes. Im Zerzabelshofer Forst liegt der östliche Teil des Schmausenbucks. An seinem westlichen Rand liegt auf Nürnberger Stadtgebiet der Tiergarten Nürnberg. Der Klingenberg ist (49° 27′ 2,52″ N, 11° 9′ 28,12″ O) ist mit 379 m ü. NHN die höchste Erhebung. Das Gebiet ist Bestandteil des EU-Vogelschutzgebietes-Gebiets Nürnberger Reichswald.

## Gewässer
Im Zerzabelshofer Forst verlaufen zahlreiche Quellbäche des Hutgrabens, die den Valznerweiher speisen und aus dem dann der Goldbach abfließt.

## Sehenswertes
Der Forst wird durchzogen von einigen Rad- und Wanderwegen. Das Gebiet ist ein beliebtes Mountainbike-Gelände.
Auf dem Bergrücken des Schmausenbucks befinden sich zahlreiche aufgelassene Steinbrüche. Hier wurde zum Teil bis 1994 Burgsandstein abgebaut. Verwendet wurde dieses Material zur Renovierung der Nürnberger Lorenzkirche und der Stadtmauer.
- Am Nordosthang des Klingenberges befindet sich die Buchenklinge. Es ist eine in Stein gefasste Quelle (49° 27′ 6,5″ N, 11° 9′ 17,41″ O). Sie ist als Baudenkmal ausgewiesen.

- Eine ehemalige Außenstelle der Strafanstalt. Diese war bis Anfang der 1970er in Betrieb. Die Gefangen arbeiteten hier tagsüber in einer Baumschule und einem Tierzuchtbetrieb. Am Abend wurden die Häftlinge wieder in ihre Zellen zurückgebracht (49° 26′ 5,71″ N, 11° 9′ 18″ O).